# Mullumbimby
Mullumbimby ist ein Ort im Nordosten des australischen Bundesstaates New South Wales mit rund 3.600 Einwohnern. Der Ort liegt 4 Meter über dem Meeresspiegel.  Mullumbimby wird von seinen Bewohnern im Allgemeinen nur „Mullum“ genannt. Der Slogan des Ortes lautet „the biggest little town in Australia“ (dt.: „Die größte kleine Stadt in Australien“). Es wird davon ausgegangen, dass der Name „Mullumbimby“ aus der Sprache der Bunjalung-Aborigines stammt, welche das Gebiet ursprünglich bewohnten. Übersetzt bedeutet der Name des Ortes demnach in etwa „kleiner, runder Hügel“ und scheint sich daher deutlich auf den Mount Chincogan zu beziehen, welcher mit einer Höhe von 308 m „über den Ort wacht“. 

## Politik
Mullumbimby ist Verwaltungssitz des Wahlkreises Byron Shire. Das Verwaltungsgebäude befindet sich in der „Station Street“. 

## Infrastruktur
Der Ort liegt 19 km von Byron Bay entfernt und befindet sich im Hinterland der Küste. Die nächstliegende Großstadt ist Brisbane in Queensland in einer Entfernung von 165 km. Mullumbimby liegt etwa 4 km von einem Zugang zum Pacific Highway entfernt. Durch Mullumbimby fließt der Brunswick River. Entlang des Flusses gibt es Parks, welche schattige Flächen bieten, u. a. für Picknicks. Im Ort findet man eine große Anzahl von Fachgeschäften vor. In Mullumbimby gibt es zwei Hotels: Den „Middle Pub“ und die „Chincogan Tavern“. Außerdem gibt es im Ort ein Museum und ein Schwimmbad. Darüber hinaus befindet sich am Ortsende von Mullumbimby der „Heritage Park“, in welchem mehr als 300 Arten von einheimischen Regenwaldbäumen gepflanzt wurden. Durch diesen Park führt ein gewundener Pfad entlang des Brunswick River.

## Wirtschaft
Die unmittelbare Umgebung von Mullumbimby ist sehr stark von der Landwirtschaft geprägt. Dabei nimmt die Erzeugung von Bananen, Avocado, Ananas und Macadamia eine Schlüsselrolle ein. Außerdem sind die Milchviehhaltung, die Rinderzucht, die Schweinehaltung und der Abbau von Holz von großer wirtschaftlicher Bedeutung für die Region. Darüber hinaus stellt der Tourismus eine wichtige Einnahmequelle dar. 

## Kultur
In den späten 1960er-Jahren stieg Mullumbimby zu einem der wichtigsten Zentren des alternativen Lebensstils in Australien auf und heute geht der Ort mit diesem Ruf sehr viel selbstbewusster um als das in dieser Hinsicht berühmtere Nimbin. Jedes Jahr im September findet in Mullumbimby die Chincogan Fiesta statt. Es handelt sich dabei um eine Art Karneval, bei welcher ein Wettrennen vom örtlichen Postamt zum Gipfel des Mount Chincogan und zurück stattfindet. Der Gewinner dieses Rennens erhält einen kleineren Geldbetrag und die Einnahmen der Veranstaltung werden für wohltätige Zwecke gespendet. Jeden dritten Samstag im Monat werden im Ort die „Mullumbimby Markets“ abgehalten. Auf diesen Märkten werden vor allem handgemachte Kunst, Kleidung und Schmuck angeboten. Sportlich ist der Rugby-Verein Mullumbimby Giants von großer Bedeutung. 